# 프린스 코기
《프린스 코기》(영어: Prince Corgi)은 2019년 공개된 벨기에의 애니메이션 영화이다.

## 줄거리
복슬복슬 빵실궁디, 포동포동 숏다리, 말랑말랑 발바닥!
무한 매력으로 영국 여왕님 하트 빼앗은 세젤귀 코기 왕자 ‘렉스’가
모두가 잠든 사이에 흔적도 없이 사라졌다?!
수다댕부터 똑똑댕, 덩치댕, 군인댕, 반전댕까지
감쪽같이 사라진 코기 왕자 찾기 위해 출동한 런던 최강의 댕벤져스!
궁으로 돌아가기 위한 좌충우돌 대모험이 펼쳐진다!
단서는 하트궁디! 코기 왕자를 찾아라!

## 한국판 성우진
- 심규혁 - 렉스 역
- 김리흔 - 아기 렉스 역
- 엄상현 - 잭 역
- 김혜성 - 찰리 역
- 김현지 - 완다 역
- 김옥경 - 여왕 역
- 시영준 - 에든버러 역
- 황창영 - 버나드 역
- 홍진욱 - 넬슨 역
- 최정현 - 마가렛 역